# Омпарети
Омпарети (груз. ომფარეთი) — село в Грузии, на территории Ланчхутского муниципалитета края (мхаре) Гурия.

## География
Село находится в западной части Грузии, на левом берегу реки Супсы, на расстоянии приблизительно 18 километров (по прямой) к западо-юго-западу от города Ланчхути, административного центра муниципалитета. Абсолютная высота — 74 метра над уровнем моря.

## Население
По результатам официальной переписи населения 2014 года, в Омпарети проживал 491 человек (237 мужчин и 254 женщины). В национальной структуре населения грузины составляли 99,6 %, русские — 0,4 %.
| Год  | Население, человек |
| ---- | ------------------ |
| 2002 | 912                |
| 2014 | ↘ 491              |